# Astrapia
Astrapia is een geslacht van zangvogels uit de familie Paradisaeidae (paradijsvogels). 

## Kenmerken
Astrapia's hebben een korte, smalle snavel en een donker verenkleed met een groenblauwe of purperglans. Vooral de mannetjes hebben twee zeer lange staartveren. Bij de lintstaartastrapia zijn deze veren het langst. 

## Verspreiding en leefgebied
Alle soorten zijn bewoners van de bergwouden van het centrale bergland van Nieuw-Guinea op een hoogte van minstens 1500 tot 3400 m boven de zeespiegel.

## Soorten
Het geslacht kent de volgende soorten:
- Astrapia mayeri – Lintstaartastrapia
- Astrapia nigra – Arfakastrapia
- Astrapia rothschildi – Huonastrapia
- Astrapia splendidissima – Prachtastrapia
- Astrapia stephaniae – Stephanies astrapia